# Noi... no!
Noi...no! è stato un varietà televisivo condotto da Sandra Mondaini e Raimondo Vianello, per la regia di Romolo Siena, andato in onda il sabato sera sulla Rete 1 (l'odierna Rai 1) per sette puntate dal 3 dicembre 1977 al 21 gennaio 1978.
Gli autori erano Italo Terzoli, Enrico Vaime e Raimondo Vianello, il direttore d'orchestra e compositore delle musiche era Marcello De Martino, le coreografie erano di Umberto Pergola e la scenografia era realizzata da Tullio Zitkowsky.

Fu il primo programma televisivo a colori della coppia Mondaini-Vianello.

## Programma
Caratteristica della trasmissione era la curiosa trovata registica di alternare alle riprese a colori del varietà vero e proprio, composto dai classici sketch della coppia, balletti ed esibizioni musicali dei cantanti ospiti (diversi per ogni puntata), degli intermezzi in bianco e nero, nei quali Vianello intendeva proporre momenti impegnati, coinvolgendo il capoclaque Enzo Liberti, il barista Massimo Giuliani e l'assistente Tonino Micheluzzi, protagonisti inoltre dell'iconico siparietto-tormentone in calzamaglia e cilindro sulle note di Die Moritat von Mackie Messer.

### Sigle
Insolita era la sigla d'apertura, Cerco un uomo, interpretata dalla Mondaini, completamente diversa dalle precedenti sigle della soubrette, con un testo sensuale e dalle sonorità disco-music create dal M°De Martino, molto in voga in quel periodo.
La sigla finale, Ma quant'è forte Tarzàn, è anch'essa cantata dalla Mondaini: a differenza di quella d'apertura, è in linea con le sue sigle precedenti e con un timbro di voce che preconizza l'avvento di Sbirulino. Raimondo e Sandra propongono dunque una parodia di Tarzan, personaggio molto in voga in quel periodo in televisione: Sandra impersona la ragazza in pericolo, prigioniera dei malvagi esploratori bianchi, mentre Raimondo è nei panni (si fa per dire) di un biondissimo uomo della giungla. Altre trovate comiche, come l'atterraggio sui cactus e le terribili capocciate sugli alberi, preludono all'urlo di Tarzan, in realtà un «Ahiaaaa!» di dolore, e culminavano nel finale, diverso in ogni puntata. 
Un rifacimento-omaggio dello sketch è stato realizzato dal gruppo dei Tiromancino nel videoclip della canzone La descrizione di un attimo, diretto da Frankie hi-nrg mc e interpretato da Paola Cortellesi e Valerio Mastandrea; il video musicale include inoltre anche la parodia di Coriandoli su di noi dalla sigla finale di (Di nuovo) Tante scuse, sempre di Vianello e Mondaini.